# ميودراغ رادولوفيتش
ميودراغ رادولوفيتش (بالإنجليزية: Miodrag Radulović)‏ (و. 1967  م) هو لاعب كرة قدم سابق، من الجبل الأسود، ولد في بودغوريتسا، كان يلعب كلاعب وسط.

## روابط خارجية
- ميودراغ رادولوفيتش على موقع قاعدة بيانات كرة القدم.إي يو (الإنجليزية)
- ميودراغ رادولوفيتش على موقع Soccerway.com (الإنجليزية)
- ميودراغ رادولوفيتش على موقع عالم كرة القدم.نت (الإنجليزية)
- ميودراغ رادولوفيتش على موقع اللجنة الأولمبية الدولية (الإنجليزية)